# Songs Our Daddy Taught Us
Songs Our Daddy Taught Us è il secondo album in studio del duo musicale statunitense The Everly Brothers, pubblicato nel 1958.

## Tracce
1. Roving Gambler (Terry Gilkyson) – 3:41
2. Down in the Willow Garden (Charlie Monroe, traditional) – 3:04
3. Long Time Gone (Frank Hartford, Tex Ritter, traditional) – 2:26
4. Lightning Express (attrib. Bradley Kincaid) – 4:53
5. That Silver Haired Daddy of Mine (Gene Autry, Jimmy Long) – 3:09
6. Who's Gonna Shoe Your Pretty Little Feet? (traditional) – 2:41
7. Barbara Allen (traditional) – 4:41
8. Oh So Many Years (Frankie Bailes) – 2:37
9. I'm Here to Get My Baby Out of Jail (Karl Davis, Harty Taylor) – 3:38
10. Rockin' Alone (In an Old Rockin' Chair) (Bob Miller) – 3:01
11. Kentucky (Karl Davis, accred. Henry Prichard) – 3:10
12. Put My Little Shoes Away (Samuel N. Mitchell, Charles E. Pratt) – 3:21

## Formazione
- Don Everly – chitarra, voce
- Phil Everly – chitarra, voce
- Floyd Chance – contrabbasso

## Eredità
- Nel 2013, il frontman del gruppo Green Day, Billie Joe Armstrong e la cantante jazz Norah Jones hanno pubblicato un album collaborativo frutto di un remake, dal titolo Foreverly.